# ویرا زوناروا
ویرا زوناریووا (به روسی: Вера Игоревна Звонарёва)؛ (متولد ۷ سپتامبر ۱۹۸۴)، تنیسوری حرفه‌ای از روسیه است که در سن ۶ سالگی از طریق مادرش با تنیس آشنا شد و از سال ۱۹۹۹ مسابقات رسمی خود را با شرکت در تورنمنت‌های آی‌تی‌اف آغاز کرد و در سال ۲۰۰۰ در میان تنیسورهای زن حرفه‌ای قرار گرفت. بهترین نتیجهٰ او در رقابت‌های انفرادی گرنداسلم، ۲ فینال آزاد امریکا ۲۰۱۰و ، ویمبلدون۲۰۱۰ است و در بخش دونفره، قهرمانی در آزاد آمریکای ۲۰۰۴ دارد. او ، موفق به کسب ۱۲ عنوان دبیلوتی‌ای شده است و یک بار نیز به فینال قهرمانی تور دبلیوتی‌ای رسیده است. زوناریووا یک بیس‌لاینر است که در تمام زمین‌ها نتایج قابل قبولی داشته است.

## پیوند به بیرن
- وب‌گاه رسمی
- Vera Zvonareva در انجمن تنیس زنان
- مشخصات ویرا زوناروا در فدراسیون جهانی تنیس